# Movimiento Socialista Vpered
El Movimiento Socialista Vperiod (Adelante, en ruso: Социалистическое движение Вперёд) fue un partido político trotskista de la Federación de Rusia. Fue fundado en 2005 por miembros de la izquierda de la Sección rusa del CIT (Rossíyskaya séktsiya KRI) y disuelto en 2011 para formar el Movimiento Socialista de Rusia. Fue miembro de la Secretariado Unificado de la IV Internacional entre 2008 y 2011, primero como observador permanente y a partir de 2010 como sección rusa de dicho organismo.
El movimiento Vperiod estaba organizado en distintas ciudades rusas (Moscú, San Petersburgo, Nizhni Nóvgorod, Samara, Sarátov, Tiumén, Yaroslavl) y participó en distintos movimientos sindicales alternativos como la Confederación Panrusa del Trabajo.